# Dean Heller
Dean Arthur Heller (født 10. maj 1960 i Castro Valley) er en amerikansk republikansk politiker. Han var medlem af USA's senat valgt i Nevada i perioden 2011−2019. Han var medlem af Repræsentanternes Hus i perioden 2007–2011.